# Wojciech Bewziuk
Wojciech Bewziuk (tudi bolgarsko Войцех Михайл. Бевзюк, Wojtex Mihajlovič Bevzyk), akademyk, * 1902, † 1987.